# Вал Фегана (Лука)
Вал Фегана је насеље у Италији у округу Лука, региону Тоскана.
Према процени из 2011. у насељу је живело 69 становника. Насеље се налази на надморској висини од 158 м.